# Terry Donovan
Terry Donovan (Liverpool, Inglaterra; 27 de febrero de 1958) es un exfutbolista irlandés nacido en Inglaterra que jugó como delantero durante la década de 1970 y 1980. También representó a la selección irlandesa en dos partidos internacionales. 
Dejó la actividad de manera prematura con veinticinco años tras sufrir una ruptura del ligamento cruzado de la rodilla. 

## Biografía
Es hijo del futbolista Don Donovan, recordado por su paso en Everton. Debutó con el Grimsby Town en 1976, equipo en el que estuvo tres años, disputó sesenta y cuatro partidos y anotó veintitrés goles. Su desempeño llamó la atención del Aston Villa, que pagó 72 000 libras en 1979 para integrarlo a la plantilla.
En el cuadro villano fue principalmente suplente del delantero Gary Shaw, aunque tuvo algunas participaciones destacadas. Formó parte de la plantilla ganadora de la Copa de Campeones de Europa 1981-82, torneo en que anotó dos goles en la goleada por 5-0 contra el Valur Reykjavík en la primera ronda. Dos semanas antes, marcó un doblete al Tottenham Hotspur por la First Division. En tres años, disputó solo 25 partidos y anotó once goles.
Sin opciones de ser titular, jugó cedido por un semestre en el Oxford United para luego ir a Estados Unidos al Portland Timbers. En 1983 regresó a Inglaterra para jugar en el Burnley, con el que participó en dieciocho partidos y anotó seis goles, que no fueron suficientes para impedir el descenso a la tercera división. Tras ello firmó con el Rotherham United, el cual sería su último club, ya que sufrió una ruptura del ligamento cruzado de la rodilla que le obligó a retirarse en 1985 con solo veinticinco años.
Es padre de Keeley Donovan, periodista y presentadora del clima para la BBC en el norte de Inglaterra.

## Clubes
| Club             | País           | Año       |
| ---------------- | -------------- | --------- |
| Grimsby Town     | Inglaterra     | 1976-1979 |
| Aston Villa      | Inglaterra     | 1979-1982 |
| Oxford United    | Inglaterra     | 1982      |
| Portland Timbers | Estados Unidos | 1982      |
| Burnley          | Inglaterra     | 1982-1983 |
| Rotherham United | Inglaterra     | 1983-1985 |

## Palmarés

### Campeonatos nacionales (1)
| Título         | Club        | País       | Año     |
| -------------- | ----------- | ---------- | ------- |
| First Division | Aston Villa | Inglaterra | 1980-81 |

### Campeonatos internacionales (1)
| Título         | Equipo      | País       | Año  |
| -------------- | ----------- | ---------- | ---- |
| Copa de Europa | Aston Villa | Inglaterra | 1982 |